# بيل غيتس
وليام هنري غيتس الثالث (بالإنجليزية: William Henry Gates III) المشهور باسم بيل غيتس (بالإنجليزية: Bill Gates)، وبيل هو اختصار لاسم وليام في الولايات المتحدة الأمريكية هو رجل أعمال ومبرمج أمريكي ومحسن (فاعل خير). أسس عام 1975 شركة مايكروسوفت مع بول آلان وقد صنع ثروته بنفسه  ويملك أكبر نصيب فردي من أسهمها المقدر بتسعة بالمئة من الأسهم المطروحة.
وُلِد غيتس ونشأ في سياتل بواشنطن. أسس هو وألين شركة مايكروسوفت في ألباكركي بنيو مكسيكو في عام 1975. حيث أصبحت أكبر شركة برمجيات حواسيب شخصية في العالم. قاد غيتس الشركة كرئيس مجلس إدارة ومدير تنفيذي حتى تنحى عن منصب الرئيس التنفيذي في يناير عام 2000، وخلفه ستيف بالمر، ولكنه ظل رئيسًا لمجلس الإدارة وأصبح رئيس مهندسي البرمجيات. تعرض خلال أواخر تسعينيات القرن العشرين لانتقادات بسبب تكتيكاته التجارية، والتي اعتبرت مناهضة للمنافسة. واجه هذا الرأي التأييد من خلال العديد من أحكام المحاكم. انتقل غيتس في يونيو عام 2008 إلى وظيفة بدوام جزئي في مايكروسوفت، والعمل بدوام كامل في مؤسسة بيل وميلندا غيتس، وهي مؤسسة خيرية خاصة أسسها هو وزوجته آنذاك، ميلندا غيتس، في عام 2000. تنحى عن منصبه كرئيس لمجلس إدارة شركة مايكروسوفت في فبراير عام 2014، وتولى منصبًا جديدًا كمستشار تقني لدعم الرئيسة التنفيذية المعينة حديثًا ساتيا نادالا. ترك غيتس مناصبه في مجلس الإدارة في شركة مايكروسوفت وبيركشير هاثاواي في مارس عام 2020 للتركيز على جهوده الخيرية، بما في ذلك تغير المناخ، والصحة العالمية، والتنمية، والتعليم.
أُدرِج غيتس منذ عام 1987 في قائمة فوربس لأغنى أثرياء العالم. حصل على لقب فوربس لأغنى شخص في العالم في كل سنة منذ عام 1995 حتى عام 2017 باستثناء الفترة منذ عام 2010 حتى عام 2013. تفوق عليه مؤسس شركة أمازون والرئيس التنفيذي جيف بيزوس، الذي قُدِّرت ثروته الصافية بقيمة 90.6 مليار دولار أمريكي مقارنة بصافي ثروة غيتس البالغة 89.9 مليار دولار أمريكي في ذلك الوقت من أكتوبر عام 2017. قُدِّرت ثروة غيتس صافية اعتبارًا من أكتوبر عام 2021 بحوالي 129 مليار دولار أمريكي، مما جعله رابع أغنى شخص في العالم.
تابع غيتس العديد من الأعمال التجارية والمساعي الخيرية في وقت لاحق من حياته المهنية، وبعد تركه للعمليات اليومية في شركة مايكروسوفت في عام 2008. يُعد غيتس مؤسس ورئيس مجلس إدارة العديد من الشركات، بما في ذلك شركة بين (شركة الترفيه المسجلة)، وشركة كاسكايد الاستثمارية، وشركة بي جي سي3، وشركة تيراباور. قدم غيتس مبالغ طائلة من المال للعديد من المنظمات الخيرية وبرامج البحث العلمي عبر مؤسسة بيل وميلندا غيتس، والتي يُقال إنها أكبر مؤسسة خيرية خاصة في العالم. قاد غيتس من خلال المؤسسة حملة تطعيم في أوائل القرن الحادي والعشرين، والتي ساهمت بشكل كبير في القضاء على فيروس شلل الأطفال البري في أفريقيا. أسس غيتس ووارن بافت في عام 2010 حملة تعهد عطاء، إذ تعهدوا هم وغيرهم من المليارديرات بالتبرع بما لا يقل عن نصف ثروتهم للأعمال الخيرية.

## حياته

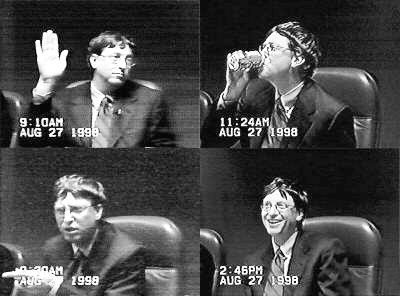
بيل غيتس يدلي بشهادته

ولد في سياتل، واشنطن في 28 أكتوبر 1955)م، وهو ابن وليام غيتس وماري ماكسويل غيتس، ولدى غيتس أخت كبرى (كريستاني) وأخت صغرى (ليبي). لقد كان بيل غيتس الاسم الرابع من عائلته (IV)، ولكن عرف بوليام غيتس الثالث (III)، لأن والده ترك لقبه بصفته الثالث (III) وهو من أصل إيرلندي - اسكتلندي (بريطاني). نشأ بيل غيتس في أسرة بروتستانتية تنتمي إلى الكنيسة الأبرشانية.
ترعرع الطفل بيل في عائلة ذات تاريخ عريق بالاشتغال في السياسة والأعمال والخدمة الاجتماعية. عمل والد جده محافظاً وعضواً في الهيئة التشريعية للولاية، وعمل جده نائبًا لرئيس بنك وطني، وكان والده محامياً بارزاً. كما شغلت والدته منصباً إدارياً في جامعة واشنطن، وكانت عضواً بارزاً في مجالس لمنظمات محلية وبنوك. من أجل ذلك لم يكن مستغرباً أن يظهر الطفل بيل الذكاء والطموح وروح المنافسة في وقت مبكر، فقد تفوق على زملائه في المدرسة الابتدائية وخاصة في الرياضيات والعلوم، وقد أدرك والداه ذكاءه المبكر مما حدا بهما لإلحاقه بمدرسة ليكسايد الخاصة والمعروفة ببيئتها الأكاديمية المتميزة، وكان لهذا القرار الأثر البالغ على حياة بيل ومستقبله، ففي هذه المدرسة تعرف بيل على الحاسوب لأول مرة.

## خبرته الأولىبالحاسوب
في ربيع عام 1967م، قررت مدرسة ليكسايد شراء جهاز حاسوب لتعريف طلابها بعالم الحاسبات، وكانت أجهزة الحاسوب في ذلك الوقت ما تزال كبيرة الحجم ومكلفة، ولم تتمكن المدرسة من تحمل نفقات شراء جهاز الحاسوب، من أجل ذلك قررت المدرسة شراء حسابات مستخدمين بمدة زمنية محددة لطلبتها، مقدمة من شركة جنرال إلكتريك. ونظم مجلس الأمهات في المدرسة حملة تبرعات تم من خلالها جمع بضعة آلاف من الدولارات من أجل هذه الغاية.
ارتبط الطلبة مع حواسيب الشركة من خلال نظام متعدد المستخدمين عبر خط الهاتف في المدرسة؛ وكان لابد من أن توفر المدرسة لطلبتها جهازاً طرفياً يقوم الطلبة من خلاله بتحميل البرامج حتى يتم إرسالها عبر خط الهاتف إلى حواسيب الشركة، حيث تتم هناك عملية معالجتها ومن ثم إرسال النتائج للطلبة عبر خط الهاتف من جديد. ومن جديد تحمل مجلس الأمهات نفقة شراء جهاز طرفي من نوع (ASR-33) تتم تغذيته بالمعلومات من خلال شريط ورقي أصفر اللون.
ومنذ تلك اللحظة أصبح بيل شغوفاً بالحاسوب - وكان وقتئذ طالباً في الصف الثامن وعمره 13 عاماً - فقد أمضى غالبية وقته في غرفة الحاسوب في المدرسة منشغلاً بكتابة البرامج وتطبيقها لدرجة أنه أهمل واجباته وتغيب عن صفوفه الدراسية في بعض الأحيان. وفي هذه الغرفة تعرف بيل على بول آلان، طالب آخر يشاطره شغفه وانشغاله في الحواسيب، وخلال وقت قصير نمت بينهما صداقة وثيقة استمرت لسنوات عديدة. واستهلك الطلاب المدة الزمنية المخصصة لهم في وقت قياسي، ولم يتمكن مجلس الأمهات من تحمل أية نفقات إضافية، ما دفعهم للتفكير في مصدر آخر يوفر لهم حسابات مجانية وبزمن غير محدود.
اتفقت المدرسة لاحقاً ذلك العام مع شركة محلية تعرف باسم مؤسسة كومبيوتر سنتر (CCC) لتزويد الطلبة بمزيد من الزمن المخصص على الحاسوب، وكان نظام هذه الشركة يعمل على جهاز حاسوب من نوع (PDP-10)، وأقبل بيل وبقية الطلاب على هذا الحاسوب بشغف، وكانوا فضوليين تجاه نظامه، ولم يمض وقت طويل حتى بدأوا بإثارة المشاكل. فقد تسبب الطلاب بتعطيل النظام عدة مرات، وتمكنوا من كسر نظام الحماية على الحاسوب، كما قاموا بتعديل ملفات الحسابات الخاصة بهم للحصول على مدة زمنية أطول لاستخدام الحاسوب، مما دفع الشركة من حرمانهم لاستخدام النظام لأسابيع عدة.
بعد انتهاء مدة الحرمان توجه أربعة من طلاب المدرسة هم بيل غيتس، وبول آلان، وريك ويلاند، وكينت إيفانس إلى شركة CCC، وقدموا عرضاً يقتضي بأن يساعدوا الشركة في إيجاد أخطاء النظام والتي سببت الخروقات التي قام بها الطلاب مقابل أن تمنحهم الشركة زمناً مجانياً وغير محدود لاستخدام النظام. وبما أن الشركة قد سئمت من تعطل النظام واختراقه المتكرر وافقت على طلبهم وقررت أن تمنحهم هذه الفرصة.
شكل الطلاب الأربعة مجموعة أسموها «مبرمجو ليكسايد». وأتاحت هذه الفرصة للمجموعة إمكانية دراسة برامج النظام، واكتسبوا خبرة برمجية واسعة في لغات برمجة كانت شائعة في ذلك الوقت مثل بيسك، وفورتران، وليسب، وحتى لغة الآلة كما قاموا بإنتاج بعض برامج ألعاب.

## الانطلاق تجاه مهنة العمر
في عام 1970م واجهت شركة CCC مشاكل مالية مما دفعها لإغلاق أبوابها في شهر مارس من ذلك العام. وبدأت المجموعة من جديد بالبحث عن من يمنحها فرصة لاستخدام الحاسوب، فوفر لهم والد بول آلان فرصة لاستخدام بعض حواسيب جامعة واشنطن حيث كان يعمل. لكن المجموعة لم تتوقف عند هذا الحد، فقد كانت بحاجة ماسة لمن يمنحها الفرصة لإظهار مهاراتها الحاسوبية، وبعد عام واحد وُظفت المجموعة من قبل شركة إنفورميشن ساينس، لكتابة برنامج لاحتساب رواتب موظفي الشركة باستخدام لغة البرمجة كوبول. ولأول مرة حصل الطلاب على ربح مادي مقابل موهبتهم الفذة. وبالإضافة لذلك منحت المجموعة حقوقاً للملكية على برامجها، وتم الاعتراف بها قانونيًا.
كان مشروع بيل وبول آلان التالي إنشاء شركة صغيرة خاصة بهما فقط أسمياها (Traf-O-Data)، وقاما بتصميم جهاز حاسوب صغير يهدف لقياس حركة المرور في الشوارع، واستخدما في تصميمه معالج إنتل 8008. حققت هذه الشركة الصغيرة ربحاً مقداره 20 ألف دولار أمريكي في عامها الأول، وكان بيل حينئذ في المرحلة الثانوية، واستمرت الشركة في العمل حتى دخول بيل الجامعة.
في خريف عام 1973م التحق بيل بجامعة هارفارد، ولم يكن حينئذٍ قد قرر بعد نوع الدراسة التي يرغب بها، فالتحق بمدرسة الحقوق التمهيدية كتجربة، لكن قلبه كان ما زال معلقاً بالحاسوب؛ فقد كان يقضي الليل ساهراً أمام الحاسوب في مختبرات الجامعة ومن ثم يقضي النهار نائماً في الصفوف الدراسية. كان صديقه بول آلان قد التحق بجامعة هارفارد أيضاً، وكانا يتقابلان بشكل مستمر ويتابعان التفكير والحلم بمشاريع مستقبلية لتطوير البرمجيات ونظم التشغيل.
في أحد أيام شهر ديسمبر من العام 1974م، وبينما كان بول آلان متوجهاً لزيارة صديقه بيل توقف أمام متجر صغير ليطلع على بعض المجلات، فوقع نظره على مجلة إلكترونيات شهيرة حيث ظهر على غلافها صورة لحاسوب ألتير 8800، وكتب تحت الملف: «أول حاسوب ميكروي مخصص للأغراض التجارية»، فاشترى بول المجلة وانطلق مسرعاً لرؤية بيل. أدرك الاثنان أن هذا الحاسوب يحمل معه فرصتهما الكبرى والتي طالما حلما بها. خلال أيام اتصل بيل بشركة ميتس الشركة المنتجة لحاسوب ألتير 8800، وأخبرهم أنه قد طور هو وزميله بول آلان (برنامج مترجم) للحاسوب مكتوباً بلغة البرمجة بيزيك "Altair BASIC - interpreter ".
وقد كانت هذه كذبة كبرى؛ فلم يكن بيل وآلان قد كتبا سطراً برمجياً واحداً لهذا الحاسوب ولم يشاهداه إلا في صور المجلة فقط ولم يمتلكا حتى معالج إنتل 8080 الذي يعمل عليه، لكن الشركة وافقت على مقابلتهما وتجريب النظام الجديد مما دفعهما للبدء بالعمل وبسرعة على كتابة البرنامج. كانت عملية كتابة البرنامج مَسؤُولِيَّة بيل غيتس، بينما بدأ بول آلان العمل على إيجاد طريقة لعمل محاكاة للحاسوب ألتير 8800 على أجهزة حاسوب "PDP-10" المتوفرة في الحرم الجامعي لتجريب البرنامج عليه. وبعد مرور ثمانية أسابيع من العمل المستمر (تقريباً في منتصف شهر فبراير من عام 1975م) شعر الاثنان أن برنامجهما صار جاهزاً، فاستقل بول آلان الطائرة متوجهاً إلى شركة ميتس لعرض البرنامج.
في اجتماع عقد في شركة ميتس وبحضور رئيس الشركة إد روبرت حمل بول البرنامج على حاسوب ألتير 8800، وبدأت عملية تشغيل البرنامج الحقيقية لأول مرة. وكانت المفاجأة، فقد عمل البرنامج بكل سلاسة ودون أي أخطاء، وجلس بول مدهوشاً من هذا الإنجاز العظيم، واتصل ببيل ليزف له البشرى السارة.
تعاقدت شركة ميتس مباشرة مع كل من بيل وبول لشراء حقوق الملكية للبرنامج، وعين بول آلان نائباً لرئيس قسم البرمجيات في الشركة. وبالمقابل ترك بيل جامعة هارفارد وانتقل للعمل مع بول في تطوير البرمجيات؛ فقد أدرك الاثنان أن المستقبل يكمن في سوق البرمجيات، وأن عليهما أن يتصدرا هذا الدرب.

## ولادة شركة مايكروسوفت

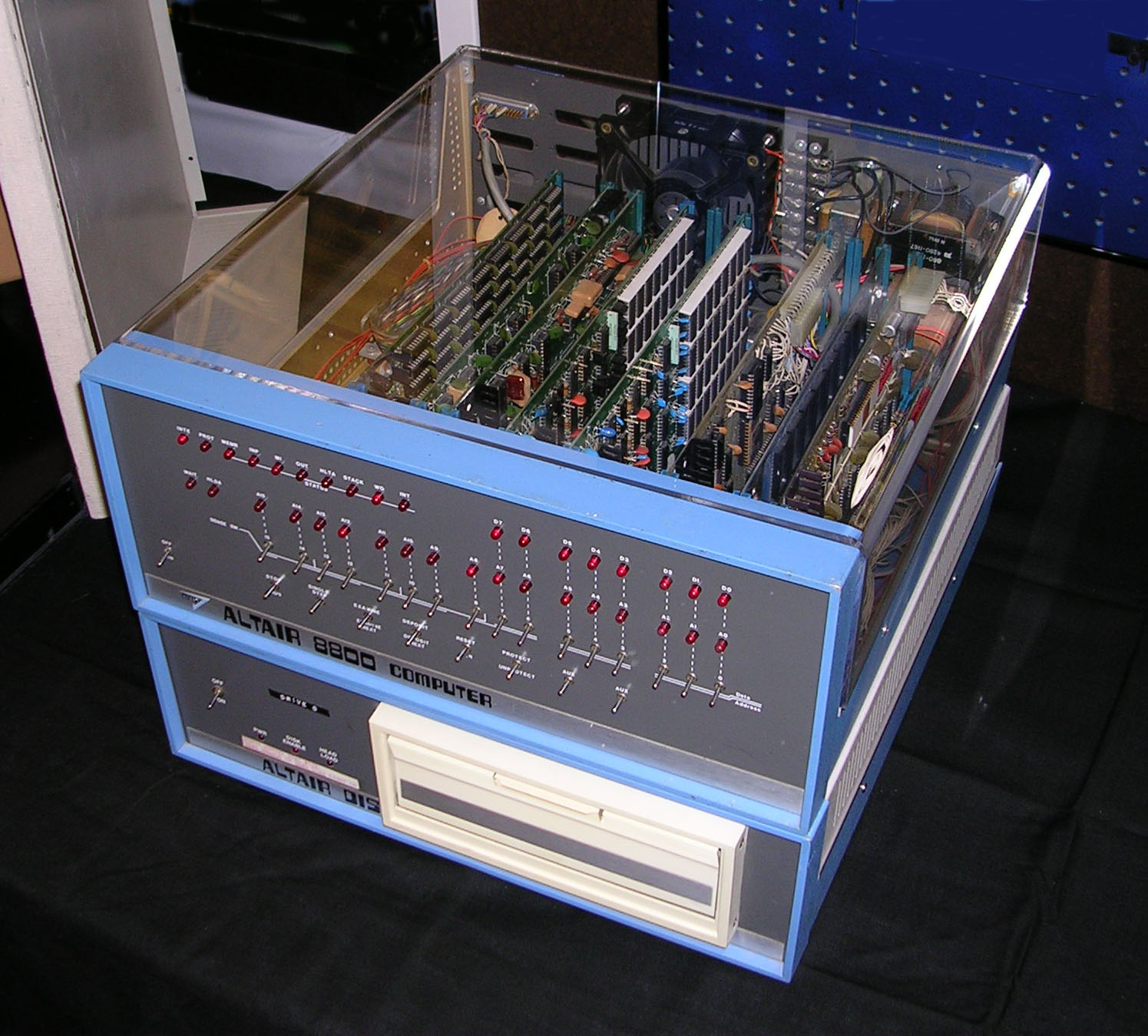
حاسوب ميتس ألتير 8800 مزود بنظام أقراص مرنة 8 إنش (200 مم)

في منتصف عام 1975م، وبعد النجاح الباهر الذي حققه كل من بيل غيتس وبول آلان مع شركة ميتس، قرر الاثنان إنشاء شراكة خاصة بينهما لتطوير البرامج، أسمياها شركة "Micro-Soft" وتشكل هذا الاسم من الكلمتين "Microcomputer" و"Software". حيث امتلك بيل غايتس نسبة 60% من حجم الشركة بينما حصل بول آلان على ال40% الباقية، واحتج بيل للحصول على الحصة الأكبر لتفرغه للعمل في الشركة، بينما كان بول ما يزال موظفاً بدوام كامل لدى شركة ميتس. وتعرض برنامج المترجم بيزيك الذي طورته شركة مايكروسوفت خلال هذه الفترة للسرقة والنسخ غير المشروع من قبل قراصنة الحاسوب مما أثار غضب بيل غيتس، ودفعه لكتابة رسالة للقراصنة في جريدة شركة ميتس الدورية «رسالة مفتوحة للهواة» تدين عمليات السرقة والقرصنة، وتؤكد على حق المبرمج في الحصول على ثمن إنتاجه من خلال بيع البرامج. ونتج عن هذه الرسالة ردود فعل عدائية في أوساط القرصنة. وفي المقابل حصل بيل على العديد من الرسائل التي تحمل اقتراحات لحل مشكلة القرصنة، حيث تضمن أحدها وضع البرنامج داخل رقاقة «ذاكرة القراءة فقط»، وبالتالي تصبح سطور البرنامج محفورة داخل رقاقة من السيليكون بدلاً من أن تدخل إلى الحاسوب من خلال شريط ورقي، مما يجعل عملية السرقة شبه مستحيلة، وكان هذا الحل الأمثل في نظر بيل وآلان، وقررا تطبيقه في المرات القادمة. وبالفعل فقد طورت شركة مايكروسوفت برنامج مترجم لشركة كومودور العالمية، وتم تضمين البرنامج لأول مرة داخل رقاقة ذاكرة القراءة فقط لحاسوب كومودور بت (Personal Electronic Transactor-Commodore PET).
ومع نهاية عام 1976م تم تسجيل مايكروسوفت رسمياً كشركة مستقلة، وبلغت أرباحها ما يقارب 104 ألفاً و216 دولاراً أمريكياً. واستقال بول آلان من شركة ميتس للعمل بدوام كامل لدى مايكروسوفت، واستمرت شركة مايكروسوفت في تطوير البرامج للأنظمة المختلفة.

## الشراكة مع شركة آي بي إم
في عام 1980م، بدأت شركة آي بي إم العالمية مشروعاً عرف باسم مشروع مانهاتن لتصنيع حاسوب شخصي جديد عرف باسم (آي بي إم) ليستخدم في المكاتب والمنازل، وكانت الشركة بحاجة إلى نظام تشغيل للحاسوب الجديد؛ لذلك قامت بالاتصال بشركة مايكروسوفت في محاولة للحصول على النظام، لكن شركة مايكروسوفت لم تكن تمتلك نظام تشغيل جاهزاً للبيع في ذلك الوقت، فقامت باقتراح نظام تشغيل CP/M والذي طورته شركة ديجيتال ريسيرش، وبالفعل عملت شركة (آي بي إم) باقتراح بيل وتوجه مندوبون عن الشركة لمقابلة غاري كيلدال مؤسس شركة ديجيتال ريسيرش، ولكن فشل هذا اللقاء، فلم يكن غاري متواجداً أصلاً وقت اللقاء حيث كان قد ركب طائرة متوجهاً لمقابلة زبون آخر.
عادت شركة آي بي إم تطلب مساعدة بيل غيتس، وهذه المرة قرر هو أن يلبي حاجتهم ويزودهم شخصياً بنظام التشغيل المطلوب. فقام بيل غيتس وبول آلان بشراء الحقوق الكاملة لنظام التشغيل الجاهز QDOS (Quick & Dirty Operating System) من مطور النظام المبرمج تيم باترسن والذي كان يعمل حينئذ في شركة سياتل لمنتجات الحاسوب مقابل 50 ألف دولار أمريكي - ولم تعلن مايكروسوفت آنذاك لشركة سياتل عن السبب الحقيقي لشراء هذا النظام - وكان هذا النظام ملائماً للعمل مع معالج إنتل المستخدم في تصنيع جهاز حاسوب بي سي آي بي إم. وقامت مايكروسوفت بإعادة تسمية النظام مبدئياً ليصبح بي سي دوس.
وقد أصر بيل غيتس في اتفاق الشراكة الذي عقد بين مايكروسوفت وآي بي إم أن تكون شركة مايكروسوفت المزود الحصري لأنظمة التشغيل لكل الحواسيب الشخصية التابعة لشركة (آي بي إم)، بمعنى أن شركة (آي بي إم) ممنوعة من التعاقد مع أي شركة برمجيات أخرى لشراء أنظمة تشغيل لمنتجاتها. وفي المقابل يحق لشركة مايكروسوفت الاحتفاظ بالحقوق الكاملة لتطوير وبيع نظام التشغيل الخاص بها لمن تريد من الأفراد أو الشركات في محاولة منها للهيمنة على سوق البرمجيات، وأحد المواقف الطريفة الذي يذكرها بيل غيتس أنه اكتشف وهو ذاهب إلى أهم اجتماع في حياته مع شركة (آي بي إم) لعقد صفقة البيع أنه من دون ربطة عنق، فذهب إلى السوق وتأخر عن الاجتماع، وقال: «الأفضل أن أتأخر من أن أذهب بدون ربطة عنق».
وبالفعل قامت شركة مايكروسوفت بطرح نسخة من نظام التشغيل في السوق باسم جديد هو إم إس-دوس في العام 1981م. وجعلت منه نظاماً جذاباً، لأنه بيع بسعر ثابت وللجميع دون تخصيص لهوية المشتري – ففي السابق كانت أنظمة التشغيل تباع حصرياً لشركة معينة ليتم تشغيلها على أجهزة هذه الشركة فقط دون سواها، أما مع نظام التشغيل إم إس-دوس فقد انتهى زمن الاحتكار وأصبحت البرمجيات في متناول الجميع، وكان بيل غيتس يهدف من خلال ذلك لبناء قاعدة هائلة من مستخدمي منتجات مايكروسوفت، فيصبح بذلك المزود الرئيسي لكافة المستخدمين. وقدم المبرمج تيم باترسون استقالته من شركة سياتل لمنتجات الحاسوب ليصبح موظفاً لدى شركة مايكروسوفت. وفي 12 أغسطس 1981م أعلنت شركة آي بي إم عن الصدور الرسمي لحاسوب آي بي إم الشخصي.
في أعقاب هذه الأحداث نشب خلاف بين شركتي مايكروسوفت وسياتل لمنتجات الحاسوب، اتُهم فيه كل من بيل غيتس وبول آلان بالتصرف بطريقة تنافي أخلاقيات المهنة. فعندما قاما بشراء نظام التشغيل «كيو دوس» من شركة سياتل لم يذكرا أبداً أنهما في مفاوضات مع شركة آي بي إم لتطوير نظام تشغيل لها. وقامت شركة سياتل برفع دعوى قضائية على شركة مايكروسوفت على أساس الاحتيال والاستغلال لإتمام صفقة رابحة من خلال إخفاء معلومات مهمة عن طبيعة العلاقة التي تربطها بشركة (آي بي إم). وانتهت هذه القضية لاحقاً من خلال إجراء تسوية مالية خارج المحكمة بين الشركتين.

## استقالة بول ألان
في نهاية عام 1982م أصيب بول ألين بمرض هودجكين، وهو نوع من أنواع السرطان النادر الذي يصيب النظام اللمفاوي في الجسم. وعلى أثره استقال بول آلان من شركة مايكروسوفت ليتفرغ للعلاج، وبذلك ترك بول آلان مايكروسوفت للأبد، لكن ذلك لم يمنع من استمرار الصداقة التي نشأت باكراً بين رفيقي ليكسايد حتى يومنا هذا.

## ولادة مايكروسوفت ويندوز والمواجهة مع شركة أبل
في العام 1985م أنتجت مايكروسوفت النسخة الأولى من نظام تشغيل ويندوز 1.0، والذي استخدم واجهة التطبيق الرسومية (GUI) المستوحاة من نظام (Xerox PARC) بالإضافة لبعض أجزاء الواجهة المتوفرة في نظامي أبل ليزا، وماك (وقد سمحت شركة أبل للحاسوب لمايكروسوفت باستخدام هذه الأجزاء بناءً على اتفاق جرى بين الشركتين). وكان هذا النظام بديلاً لنظام التشغيل إم إس-دوس ومنافساً لأنظمة التشغيل الأخرى المتوفرة في السوق. مكّن هذا النظام الجديد المستخدمين من استخدام مؤشر الفأرة (mouse)، والتنقل بين عدة نوافذ في نفس الوقت، مع احتوائه على عدة تطبيقات مثل: برنامج المفكرة (notepad)، وتقويم سنوي، وساعة، وبرنامج الآلة الحاسبة، بالإضافة لإمكانية تفعيل نظام التشغيل إم-إس دوس.
وفي عام 1987م أنتجت شركة مايكروسوفت النسخة الثانية من نظام التشغيل ويندوز 2.0، وأضافت له بعض التحسينات مثل زيادة سرعة المعالجة وزيادة حجم ذاكرة الوصول العشوائي المستخدمة. بالإضافة لدعم النوافذ بخاصية التراكب، والتي تعني إمكانية فتح عدة نوافذ فوق بعضها البعض.
وفي أعقاب صدور النسخة الثانية من ويندوز رفعت شركة أبل للحاسوب في عام1988م دعوى قضائية ضد شركة مايكروسوفت تتهمها فيها بسرقة بعض العناصر الخاصة بواجهة التطبيق الرسومية لحاسوب أبل ماكنتوش واستخدامها في نظام التشغيل ويندوز. وفي عام 1990م وبعدما أنتجت شركة مايكروسوفت النسخة الثالثة من نظام التشغيل ويندوز 3.0 أضافت شركة أبل ادعاءات إضافية بالسرقة لدعواها القضائية.
وتعتبر أبل للحاسوب هي شركة رائدة في مجال تصنيع أجهزة الحاسوب وأنظمة التشغيل، نشأت في عام 1976م، وتنوعت إصداراتها من الحواسيب الشخصية مثل أبل 1، وأبل 2، وأبل ليزا، وأبل ماكنتوش (ماك). وتميزت هذه الإصدارات مثل أبل ليزا وماكنتوش باستخدام واجهة التطبيق الرسومية (GUI)، والتي تظهر فيها النوافذ والأيقونات والقوائم ومؤشر يوجه باستخدام الفأرة. وقد استخدمت واجهة التطبيق الرسومية لأول مرة في نظام يعرف باسم (Xerox PARC) في أوائل السبعينيات، وقد اعتمدت شركة أبل كثيراً على هذا النظام لتطوير واجهة التطبيق الرسومية الخاصة بها.
ادعت شركة أبل في دعواها القضائية أن شركة مايكروسوفت سرقت «الشكل والمضمون» لنظام تشغيل ماكنتوش، كاستخدامها بعض خواص النوافذ؛ من إمكانية فتحها على سطح المكتب وتغيير حجمها وتراكبها، وكونها مستطيلة الشكل، وتحتوي على شريط العنوان.
وبعد جدل طويل في القضية، أصر القاضي أن تقدم شركة أبل قائمة محددة بالعناصر المسروقة، فقدمت الشركة قائمة مكونة من 189 عنصراً. وبعد دراسة لهذه القائمة قرر القاضي أن 179 من هذه العناصر كان من حق شركة مايكروسوفت استخدامها بناءاً على الاتفاق الذي أبرم بين الشركتين عام 1985م، وقبل صدور النسخة الأولى من نظام التشغيل ويندوز. وأن العناصر العشر الباقية ليست ملكاً لشركة أبل كون بعضها كان مستوحاً أصلاً من نظام زيروكس، والبعض الآخر يمثل الطريقة الوحيدة للتعبير عن فكرة معينة. وبذلك خسرت أبل دعواها القضائية، بعد أربعة أعوام (أي عام 1992م) من النقاش الساخن.
يظن بعض النقاد أن شركة أبل لم تكن ترجو إدانة شركة مايكروسوفت بقدر ما كانت ترجو السيطرة على حقوق التصميم الكاملة لواجهات التطبيق الرسومية لكل الحواسيب الشخصية في السوق، لكن آمالها باءت بالفشل، ولم يثن ذلك من عزيمة شركة مايكروسوفت، بل أعطاها دفعة للأمام وشهرة إضافية، كما ساهم في نجاح الإصدار الثالث من نظام التشغيل ويندوز، حيث باعت مايكروسوفت ما يقارب 10 ملايين نسخة من هذا النظام في أول عامين، مما شرع لها أبواب السيطرة على سوق أنظمة التشغيل ليس في الولايات المتحدة فحسب بل في العالم أجمع. فانتقلت بذلك لتصبح أكبر شركة برمجيات في العالم، وجعلت أرباحها من بيل غيتس أغنى رجل في العالم.
استمرت شركة مايكروسوفت عاماً بعد عام بإصدار نسخ ناجحة من نظام التشغيل ويندوز مثل ويندوز 95، وويندوز 98، وويندوز 2000، وويندوز إكس بي، أما بالنسبة لويندوز فيستا فلم يحظ بمثل نجاحات أشقائه، وقامت الشركة بإصدار نظام ويندوز 7 في 22 أكتوبر 2009م، والذي حقق ما لم يحققه شقيقه الأكبر ويندوز فيستا، وأصدرت بعدهما نظام التشغيل ويندوز 8 الذي لم يتلقَّ الكثير من الانطباعات الحسنة، نظراً لتغير شكله وهويته، وافتقاده لقائمة إبدأ التي تميز سلسلة ويندوز، تبعه بعد ذلك ويندوز 10 الصادر حديثاً والذي أعيدت إليه قائمة إبدأ وبعض المميزات الجديدة .

## إصدارات ناجحة من مايكروسوفت
أصدرت شركة مايكروسوفت خلال ثلاثين عاماً العديد من البرامج الإبداعية التي انتشرت في جميع أنحاء العالم ونالت إعجاب ملايين المستخدمين. ولعل أول ما يتبادر للأذهان عند ذكر اسم شركة مايكروسوفت حزمة البرامج المكتبية أوفيس التي أصدرت لأول مرة في العام 1989م، وتضم مجموعة من التطبيقات الشهيرة مثل: برنامج وورد وإكسل وباوربوينت وغيرها. وفي محاولة منها للمشاركة بثورة الإنترنت التي اكتسحت العالم أصدرت مايكروسوفت برنامج متصفح الإنترنت الشهير إكسبلورر في عام1994م، والذي يستخدمه حالياً حوالي 80% من مستخدمي شبكة الإنترنت حول العالم. كذلك أصدرت بعض التطبيقات الأساسية مثل: ActiveX وميكروسوفت إس كيو إل سيرفر ومحرك البحث الشهير إم إس إن، ثم قامت مايكروسوفت بإعادة تصميم للمحرك وأطلقته تحت الاسم التجاري بينغ وبحملة تسويقية ضخمة تقدر بـ100 مليون دولار أمريكي.
وأصدرت مايكروسوفت الموسوعة الإلكترونية إنكارتا في العام 1993م، والمتوفرة بسبع لغات عالمية، وتضم ما يقارب المئة ألف مقال مع الكثير من الصور ثنائية وثلاثية الأبعاد والمقاطع المصورة والرسوم التوضيحية والخطوط الزمنية، وتتميز الموسوعة بدرجة عالية من الدقة والحيادية ونتيجة للأزمة المالية التي عصفت بالعالم أجمع اضطرت مايكروسوفت لإعلان إيقافها لموسوعة إنكارتا.
كما ساهمت شركة مايكروسوفت في إنتاج الكثير من البرمجيات الشهيرة أو التطوير والإضافة على بعض البرمجيات الموجودة مثل: مايكروسوفت فيجوال سي++، ومايكروسوفت فيجوال بيسك، ومايكروسوفت فوكسبرو، ومايكروسوفت كويك بيسك، ومايكروسوفت فيجوال إنترديف، ومايكروسوفت فيجوال جيه++، ومايكروسوفت دلتا، وغيرها الكثير.

## الولايات المتحدة الأمريكية ترفع دعوى ضد الشركة
في 18 مايو 1998م رفعت وزارة العدل الأمريكية و20 ولاية أمريكية قضية مدنية ضد شركة مايكروسوفت، تتهمها فيه بالاحتكار لسوق البرمجيات في تعاطيها مع مبيعات نظام التشغيل ويندوز وإنترنت إكسبلورر.
بعد إصدار شركة مايكروسوفت لمتصفح الإنترنت إنترنت إكسبلورر قامت بضمه لنظام ويندوز ليباع البرنامجان معاً في قرص مدمج واحد، فوصفت المحكمة هذا الفعل بأنه تقييد (غير عادل) للتنافس بين متصفحات الإنترنت المختلفة مثل (Netscape Navigator) وأوبرا والتي لابد من شرائها بشكل منفصل عن نظام التشغيل، مما يعني حصول المستخدم على متصفح مجاني من مايكروسوفت، فيفضل بذلك شراء إصدار ويندوز الذي يضم الإصدارين معاً على تحمل تكلفة نظام التشغيل وتكلفة إضافية للمتصفح.
ردت مايكروسوفت بأن هذه العملية هي نتاج الابتكار والمنافسة الحرة، وأن نظام التشغيل والمتصفح يمثلان الآن وحدة واحدة وارتباطاً لا مفر منه، فالمتصفح عبارة عن ميزة إضافية لنظام التشغيل وليس منتجاً منفصلاً، وبإمكان المستخدم الآن الحصول على منافع المتصفح مجاناً فهي بذلك تقدم خدمة للمشتري.
فرد الادعاء بأن المتصفح إكسبلورر منتج منفصل عن نظام التشغيل ولا حاجة لربطهما معاً والدليل على ذلك وجود إصدار منفصل منه يباع على حدة لمستخدمي نظام تشغيل ماكنتوش (Mac OS). كما أن المتصفح ليس مجانياً (فعلياً) لأن تكلفة إنتاجه وتسويقه أضيفت لتكلفة نظام التشغيل ويندوز مما جعل سعره مرتفعاً.
وبعد مجموعة من التحقيقات والمداولات والجلسات أصدرت المحكمة حكماً في 3 أبريل 2000م يقضي بأن شركة مايكروسوفت شركة محتكرة ومنتهكة بفعلتها لقوانين حماية المستهلك ضد التلاعب والاحتيال، وعليه فإن مايكروسوفت يجب أن تنقسم لجزئين منفصلين، أحدها لإنتاج نظام التشغيل ويندوز والآخر لإنتاج الإصدارات البرمجية الأخرى لمايكروسوفت.
صعقت شركة مايكروسوفت بالحكم، واتهمت القاضي بالانحياز وعدم الموضوعية، وأن حكمه يقيد حرية المنافسة والابتكار، واستأنفت مايكروسوفت القضية. وفي 2 نوفمبر 2001م توصلت مايكروسوفت لتسوية مع وزارة العدل الأمريكية اقتضت تراجع المحكمة عن قرار التقسيم مقابل قيام مايكروسوفت بالكشف عن عناصر بعض برامجها (source code) للشركات الأخرى لإتاحة الفرصة لها بإنتاج برامج منافسة، مما يمنح أسواق الحواسيب مرونة أكثر ويمنع الاحتكار. كما وجب على مايكروسوفت السماح لهيئة مستشارين مكونة من 3 أشخاص ومعينة من قبل المحكمة بالاطلاع على أنظمة مايكروسوفت وسجلاتها وبرامجها، لمنع أية محاولات احتكارية مستقبلية. وتلتزم مايكروسوفت بهذه القيود مدة خمس سنوات تبدأ من تاريخ توقيع التسوية.
نجت مايكروسوفت من هذه المحنة، لكنها كانت أول الغيث، فقد أُمطرت مايكروسوفت لاحقاً بوابل من قضايا اتهام بالاحتكار رفعت عليها من شركات وهيئات مختلفة، كان آخرها قضية رفعها الاتحاد الأوروبي (2007م) والتي كان من أحد نتائجها إصدار نسخ ويندوز موجهة لدول الاتحاد بدون مشغل الميديا ويندوز ميديا بلاير وذلك أيضاً لاعتبار ضم برنامج الميديا بلاير لنظام التشغيل نوع من الاحتكار.

## على الصعيد الشخصي
تزوج بيل غيتس من ميليندا فرينش في عام 1994م وأنجبا ثلاثة أطفال هم: جينفر كاثرين (1996)م، روري جون (1999)م، فيبي أديل (2002)م. وتعيش العائلة في منزل عصري ضخم ومكلف يطل على بحيرة في العاصمة واشنطن. منذ عام 1996م وحتى 2006م حمل بيل غيتس لقب «أغنى رجل في العالم»، فقد قدرت ثروته في عام 1999م بـ100 مليار دولار أمريكي وقد تربع على العرش مرة أخرى عام 2007م.
في عام 2000م أنشأ بيل وزوجته مليندا مؤسسة بيل وميلندا جيتس وهي تعنى بالأعمال الخيرية، وقدمت هذه المؤسسة الكثير من الدعم المادي لمحاربة مرض الإيدز والأوبئة المتفشية في دول العالم الثالث، كما قدمت المؤسسة المساعدة للطلاب على مقاعد الدراسة على شكل منح دراسية، فمنحت ما يقارب 210 مليون دولار أمريكي لجامعة كامبريدج في العام2000، و1 دولار أمريكي لاتحاد يمول طلاب الجامعات الأمريكيين من أصل إفريقي.
تقدر منح المؤسسة منذ إنشائها إلى الآن ب 29 مليار دولار أمريكي، وقد حصلت المؤسسة على عدة جوائز عالمية تقديراً لجهودها في مجالي الصحة والتعليم. وقد أعلن بيل غيتس مؤخراً عن نيته في ترك منصبه كرئيس لشركة مايكروسوفت والتفرغ للعمل لدى المؤسسة.
حمل بيل غيتس مؤخراً اهتماماً جديداً تمثل في تحسين التعليم في المدارس الحكومية الأمريكية، وظهر في عدة مناسبات وبرامج شهيرة (مثل برنامج أوبرا وينفري) في محاولة منه لتسليط الضوء على مشكلة ضعف التحصيل الأكاديمي لطلاب المدارس الحكومية وبذل الجهود لحلها.
حصل بيل غيتس على 4 شهادات دكتوراه فخرية، كان أولها من جامعة الأعمال (Nyenrode Business Universiteit) في هولندا عام 2000م، والثانية من المعهد الملكي للتكنولوجيا في السويد عام 2002م، والثالثة من جامعة واسيدا في اليابان عام 2005م، والأخيرة من جامعة هارفارد في الولايات المتحدة الأمريكية عام 2007م.
كما حصل بيل غيتس في عام 2005م أيضاً على لقب فارس من ملكة بريطانيا الملكة إليزابيث الثانية.
عاد بيل غيتس وحصل أخيراً في العام 2007م وبعد مرور 30 عاماً على تركه مقاعد الدراسة على شهادة جامعية في الحقوق من جامعة هارفارد. وفي الخطاب الذي ألقاه بيل أمام الخريجين في حفل التخرج قال مازحاً: «أخيراً، سأستطيع إضافة درجة جامعية إلى سيرتي الذاتية». كما وجه كلامه لوالده قائلاً: «أبي، لقد قلت لك أنني سأعود وسأحصل على شهادتي الجامعية في أحد الأيام».

## ثروته

غلاف مجلة تايم عدد 5 يونيو 1995 الذي يجسد صورة بيل غيتس كجشع ومحتكر. وقد كتب على الغلاف: "سيد الكون".

بيل غيتس هو واحد من أشهر المستثمرين في مجال الحواسيب الشخصية، بالرغم من امتلاكه شعبية واسعة  إلا أن سياسة الشركة تتعرض للانتقادات بتهم مناهضة المنافسة، مما أدى إلى المحاكمة أحياناً. اتبع غيتس المساعي الخيرية عن طريق دعم المراكز الخيرية والبحوث العلمية بمبالغ طائلة عن طريق مؤسسة بيل ومليندا غيتس التي افتتحت عام 2000م.
وفقاً لقائمة مجلة فوربس لأثرى أثرياء العالم حصل بيل غيتس على الترتيب الأول بين عامي 1995 و2007م، وتقدر الآن ثروته ب 80 مليار دولار أمريكي، لكنه في عام 2008م تراجع ترتيبه إلى المركز الثالث 
سنوات تنامى ثروته من خلال مجلة فوربس
- 1986م، 315 مليون دولار.
- 1987م، مليار دولار وربع المليار.
- 1990م، 2 مليار دولار ونصف.
- 1995م، 14.8 مليار دولار (أول سنة يصنف فيها أغنى رجل في العالم).
- 1997م، 40 مليار دولار.
- 1999، 85 مليار دولار.
- 2000م، 63 مليار دولار (هبوط بسبب انخفاض في قيمة الأسهم).
- 2008م، 58 مليار دولار.
- 2009م، طبقا لفوربس عاد بيل غيتس إلى الصدارة مرة أخرى متفوقاً على وارين بوفيت كارلوس سليم بثروة تقدر ب40 مليار دولار بعد أن خسر 18 مليار.
- 2010م، أصبح بيل غيتس في المركز الثاني بعد كارلوس سليم حلو بثروة صافية تقدر بـ53 مليار دولار.
- 2013م، 72.7 مليار دولار.
- 2015م، 79 مليار دولار، تصدر بيل غيتس، من جديد القائمة السنوية التي تصدرها مجلة فوربس لأغنى أغنياء العالم ليحل في المركز الأول للمرة ال 16 متفوقا على رجل الأعمال المكسيكي كارلوس سليم.[57]

## كتبه

غلاف كتاب المعلوماتية بعد الانترنت

أحد أكثر كتبه شهرة كتاب المعلوماتية بعد الإنترنت، والذي تم ترجمته إلى اللغة العربية عام 1998 ضمن سلسلة عالم المعرفة الصادرة في الكويت.

## التفرغ للأعمال الخيرية
في يونيو 2008 لم يعد بيل غيتس يعمل بوقت وبشكل كامل مديرًا تنفيذيًا لشركة مايكروسوفت، فعين مكانه رئيسًا للشركة ستيف بالمر الذي يعرفه منذ فترة الدراسة في جامعة هارفارد، فلقد أصبح يعمل بشكل جزئي بالشركة، وقرر بيل غيتس التفرغ لمنظمته الخيرية مؤسسة بيل ومليندا غيتس، وهي أكبر جمعية خيرية في العالم والممولة جزئياً من ثروته.

## استقالة بيل غيتس
أعلن بيل غيتس مؤسس شركة مايكروسوفت تخليه عن رئاسة مجلس إدارة تلك الشركة لمصلحة جون تومبسون، وهو أحد الأعضاء المستقلين في مجلس الإدارة، على أن يتحول إلى العمل كمستشار تكنولوجي للشركة. وأكدت مايكروسوفت أن بيل غيتس، الذي قدم استقالته من منصب رئاسة مجلس الإدارة، سيصبح مستشارًا تكنولوجيًا للشركة، وسيقوم بمساعدة المدير العام الجديد أيضًا ساتيا ناديلا الأميركي من أصل هندي. وقالت مايكروسوفت في بيان لها إن الأميركي من أصل هندي ساتيا ناديلا (46 عامًا)، والذي كان حتى اليوم مسؤولًا عن الأنشطة المتعلقة بالشركات وبالحوسبة السحابية (كلاود كومبيوتنغ)، قد أصبح اعتبارًا من تاريخ صدور البيان مديرًا عامًا للمجموعة، خلفًا لستيف بالمر، الذي كان أعلن في الصيف الماضي عزمه ترك منصبه.
في 13 مارس 2020 أعلن بيل غيتس ترك مجلس إدارة شركة مايكروسوفت، حيث كان يشغل منصب رئيس غير تنفيذي لمجلس إدارتها.

## الصورة العامة

الصورة الجديدة لبيل غيتس كفاعل للخير في غلاف مجلة فانيتي فير عدد يونيو 2007

كان الناس ينظرون لبيل غيتس أنه جشع ومحتكر نتيجة عديد من دعاوى الاحتكار التي رفعت ضد مايكروسوفت في الولايات المتحدة وأوروبا. وبعد تأسيس مؤسسة بيل ومليندا غيتس تلطفت صورته ليصبح فاعل الخير السخي.

## أفلامه
- 1999 : قراصنة وادي السيليكون (فيلم تلفزيوني)[62]
- 2002 : لا شيء غريب جدا (فيلم تلفزيوني)[بحاجة لمصدر]
- 2010 : شبكة اجتماعية لعب دور ستيف الموالون

## وصلات خارجية
- بل غيتس على موقع IMDb (الإنجليزية)
- بل غيتس على موقع الموسوعة البريطانية (الإنجليزية)
- بل غيتس على موقع مونزينجر (الألمانية)
- بل غيتس على موقع ألو سيني (الفرنسية)
- بل غيتس على موقع ميوزك برينز (الإنجليزية)
- بل غيتس على موقع قاعدة بيانات الأفلام السويدية (السويدية)
- بل غيتس على موقع إن إن دي بي (الإنجليزية)
- بل غيتس على موقع ديسكوغز (الإنجليزية)
- بل غيتس على موقع قاعدة بيانات الفيلم (الإنجليزية)
- بل غيتس على موقع كينوبويسك (الروسية)